# Maggiore (wyspa)

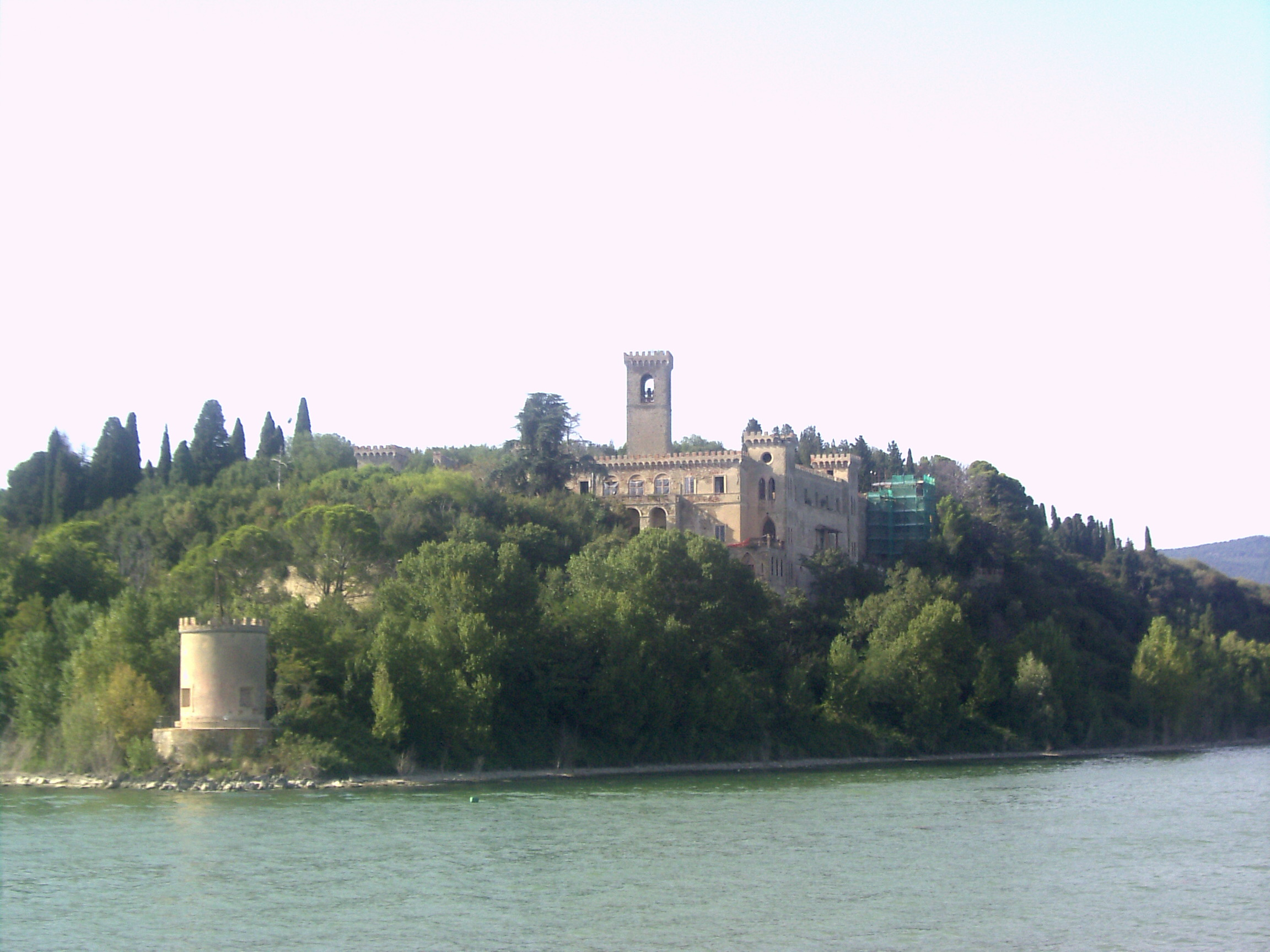
Zamek na południowym brzegu

Maggiore (Isola Maggiore) – druga pod względem wielkości wyspa na Jeziorze Trazymeńskim we Włoszech. Jest to jedyna zamieszkana wyspa na jeziorze, z populacją wynoszącą obecnie ok. 30 osób.
Święty Franciszek z Asyżu żył jako pustelnik na wyspie od 1211 roku. W XII wieku zbudowano na wyspie kościół świętego Michała Archanioła, który został ulokowany na szczycie wzgórza. 
Jedyna miejscowość na wyspie osiągnęła swój największy rozkwit w XIV wieku, po założeniu klasztoru franciszkańskiego w 1328 roku. Większość budynków pochodzi z tego okresu. 
W XVIII wieku miasto liczyło 700 mieszkańców, i od tamtej pory systematycznie ulegało wyludnieniu. 
Na wyspie znajduje się także Castello Isabela – czyli zamek Izabeli, wybudowany w XVI wieku, obecnie jest on zamknięty dla turystów z powodu przeprowadzanej jego odbudowy. Właściciele zamku uciekli z niego przed II wojną światową. Po wojnie zamek należał do franciszkanów.